# Beautiful World (嵐專輯)
《Beautiful World》是嵐的第13枚專輯，第10枚原創專輯。於2011年7月6日發行。唱片公司為J Storm。

## 解說
- *與上一張專輯『我眼中的風景』相距約11個月。
- 收錄第31張單曲『To be free』至第35張單曲『Lotus』的5首A面曲，以及團員5人各自的solo曲等，共18首曲目。此外，各單曲的B面曲並無收錄在其中。本作亦是直至目前所發行的原創專輯收錄最多單曲的專輯。
- 分初回限定盤、通常盤2種版本，初回限定盤附贈豪華歌詞本(48頁)且採用特殊包裝式樣，通常盤則附贈歌詞本(32頁)，但兩種版本CD所收錄的曲目相同，皆為18曲。
- 本作的主打歌『未知的世界』PV收錄於2011年6月15日發售的『ARASHI 10-11 TOUR "SCENE"～你和我眼中的風景～DOME+』DVD，並包括其幕後花絮。相距上次製作專輯的主打歌的PV已為八年前的第三張原創專輯How's it going?
- 本作在2011年3月才正式製作，理念為「現在，能傳遞的信念。」另外，本作的標題由櫻井提出，「在大地震過後，希望聽過此專輯的人所等待的未來是『Beautiful World』」一案而被採納。
- 日本航空自6月開始採用『直向遠方』作為廣告形象曲，並於7月25日開始，國內線部分航班（東京－札幌、東京－沖繩、東京－福岡、東京－伊丹），再次投入特別彩繪機「JAL嵐JET」，機身印有五人的合照，以及「ARASHI Beautiful World」的字樣，預計營運到2012年1月。
- 8月23日至10月23日，日本航空將在機內販售此張專輯的JAL特別版及售賣有關商品，並於指定航線限定販售。11月10日至12月20日則會進行特別版的網上訂購(封面與機內販售不相同)。
- 本作其後推出7net特別版，於10月24日12時進行網上預約。7net特別版收錄由成員填詞，作曲的新歌「Energy Song 〜絶好調超!!!!〜」，但並未有收錄第31張單曲『To be free』至第35張單曲『Lotus』的5首A面曲，共14首曲目。

### 主要紀錄
- 根據日本公信榜，首日銷售即達27萬張獲得冠軍，一週內銷售達63.1萬張。
- 是自前年『1999-2009 完全精選!』專輯以來連續3張專輯在週間銷量超過50萬，繼Mr.Children於2007年保持相同的記錄相隔4年4個月。
- 2012年1月15日，日本唱片協會公佈專輯銷量突破百萬，是自前年1999-2009 完全精選!連續3張專輯達百萬銷量。

## 收錄曲
1. Rock this
（作詞：100+　Rap詞：櫻井翔　作曲：Dele Ladimeji・Paul Boddy　編曲：吉岡たく）
2. 未知的世界（まだ見ぬ世界へ）
（作詞：Soluna　Rap詞：櫻井翔　作曲：R.P.P.・iiiSAK　編曲：iiiSAK・吉岡たく）
3. Løve Rainbow
（作詞：furaha・Octobar　作曲：iiiSAK・Dyce Taylor　編曲：ha-j）
32th單曲。富士電視台系連續劇『彩虹閃耀夏之戀』主題歌
4. always
（作詞：100+　作曲：Dyce Taylor・Andreas Johansson　編曲：youwhich）
5. Shake it !
（作詞・作曲：The仙台セピア　編曲：吉岡たく）
松本潤solo
6. 彩虹的碎片 〜no rain, no rainbow〜（虹のカケラ 〜no rain, no rainbow〜）
（作詞：Osami・Octobar　作曲：Carl Utbult・Chris Meyer・Taisho　編曲：石塚知生）
7. Dear Snow
（作詞：伊織・ISHU　作曲：大島こうすけ　編曲：宮野幸子・吉岡たく）
33th單曲。電影『大奧』的主題曲。
8. Hung up on
（作詞：伊織　Rap詞：櫻井翔　作曲・編曲：大島こうすけ）
大野智solo
9. Joy
（作詞：小川貴史・alt　Rap詞：櫻井翔　作曲：Duke Ashton・Sherrie Ashton　編曲：石塚知生）
10. 最平凡的歌。（どこにでもある唄。）
（作詞・作曲：二宮和也　編曲：ha-j・二宮和也）
二宮和也solo
11. 心願（negai）
（作詞：furaha　作曲：iiiSAK・Dyce Taylor　編曲：宮野幸子・iiiSAK）
12. Lotus
（作詞：Soluna　作曲：iiiSAK・HYDRANT　編曲：佐々木博史・iiiSAK）\
35th單曲。朝日電視台系連續劇『王牌酒保』主題歌
13. 「才不是這樣」（「じゃなくて」）
(作詞：伊織・Soluna　作曲・編曲：大島こうすけ）
相葉雅紀solo
14. morning light
（UNITe・Soluna　作曲：Curly・Dr.Hardcastle　編曲：佐々木博史）
15. To be free
（作詞：Soluna　作曲：Samuel Waermo・Octobar　編曲：Samuel Waermo・吉岡たく）
31th單曲。Asahi飲料《三矢蘇打》的廣告歌曲。
16. 就這樣再多一點（このままもっと）
（作詞・作曲：100＋　Rap詞：櫻井翔　編曲：Hisashi Nawata）
櫻井翔solo
17. 無盡的天空(果てない空)
（作詞・作曲：QQ　編曲：ha-j）
34th單曲。富士電視台系連續劇『飛特族、買個家。』主題歌
18. 直向遠方（遠くまで）
（作詞：小川貴史　作曲：Erik Lidbom・Dyce Taylor　編曲：佐々木博史）
日本航空「嵐で、JALで、夏旅。」篇　廣告歌曲
19. Energy Song 〜絶好調超!!!!〜（エナジーソング〜絶好調超!!!!〜）
（作詞：嵐、Rap詞：櫻井翔、作曲：二宮和也、編曲：ha-j・二宮和也）
7net特別版收錄曲